# Острва Ашмор и Картије
Територија острва Ашмор и Картије (енгл. Ashmore and Cartier Islands) је корални архипелаг око 350 km северозападно од обала Западне Аустралије. Административно припадају Аустралији, као „спољна територија“. Ненасељена су и прилично недоступна.

## Географија
Архипелаг захвата површину од око 5 km² или укупно са гребенима и лагунама — 200 km². Налази се на 12°25‘ јгш и 123°20‘ игд у Индијском океану. Клима је тропска, са дугим топлим летима. Укупна дужина обале је 74 km. Архипелаг се састоји од Гребена Ашмор („Западно“, „Средишње“ и „Источно острвце“) и Гребена Картије, удаљеног 60 км. Између коралних спрудова су бројне лагуне. Тло је песковито и обрасло жбунастом вегетацијом и палмама. Фауну сачињавају колоније морских птица, бројне корњаче, дугонзи, пужеви и др. Од 1983. године овај архипелаг је проглашен природни резерватприродним резерватом Гребен Ашмор.

## Историја
Острва Ашмор су британски посед од 1878. године, а Картије од 1909. године. Уједињено Краљевство је власт пренела на Аустралију 1931, да би она под окриље Савезне владе дошла током 1978. године. На Западном острцету се налази аутоматска метеоролошка станица. На архипелагу нема никаквих привредних активности, а затворена су за туристичке посете.